# Станція Лосинівська
Станція Лосинівська (до 2016 року — Червоний Шлях) — село в Україні, в Ніжинському районі Чернігівської області. Населення становить 283 осіб. Входить до складу Лосинівської селищної громади.

## Історія
На мапі 1941 року на місці села - х.Степовий, 58 дворів.

12 червня 2020 року, відповідно до розпорядження Кабінету Міністрів України № 730-р «Про визначення адміністративних центрів та затвердження територій територіальних громад Чернігівської області», увійшло до складу Лосинівської селищної громади.
19 липня 2020 року, в результаті адміністративно-територіальної реформи та ліквідації Ніжинського(1923 - 2020) району, увійшло до складу новоутвореного Ніжинського району.